# Strapping Young Lad
Strapping Young Lad (с англ. — «Крепкий молодой парень», иногда пишется как «SYL») — канадский музыкальный коллектив, игравший в жанрах экстремального метала.

## История
Группа Strapping Young Lad была основана в 1995 году гитаристом и вокалистом Девином Таунсендом. Первый альбом, Heavy as a Really Heavy Thing (1995), целиком и полностью была записан Девином (в качестве ударных использовалась драм-машина); состав группы стал полноценным в 1997 году, когда был выпущен альбом City, и с тех пор не менялся, хотя к записям привлекались сессионные музыканты.
В 2000 году Таунсенд основал сторонний проект The Devin Townsend Band с составом, отличным от Strapping Young Lad. Третий альбом коллектива, под названием Strapping Young Lad (более известен как S.Y.L.) (2003), был записан уже на студии Hevy Devy Records, основанной самим Таунсендом и его женой Трейси. В 2003—2004 группа усиленно гастролировала по Соединенным Штатам, Европе, Японии и Австралии. Четвертый студийный альбом, Alien, вышел в марте 2005-го, и весь оставшийся год группа ездила с выступлениями по Северной Америке и Европе в поддержку этой записи.
Участники группы снова собрались в студии ровно через год, чтобы записать очередной альбом, названный The New Black (вышедший в июле 2006 г.). В июле-августе 2006 года группа согласилась выступить на Ozzfest (о чем впоследствии Таунсенд говорил с сожалением).
В 2007 году Таунсенд объявил о распаде SYL и The Devin Townsend Band.

## Состав

### Последний состав
- Девин Таунсенд — гитара, вокал, клавишные (1994—2007)
- Джед Саймон — гитара, бэк-вокал (1995—2007)
- Байрон Страуд — бас-гитара, бэк-вокал (1996—2007)
- Джин Хоглан — ударные (1996—2007)

### Бывшие участники
- Эдриан Уайт — ударные (1994—1995)
- Крис Бэйс — ударные (1994)
- Смоукин Лорд Тут — ударные (1994)
- Крис Мейерс — клавишные (1994)

## Дискография
- Heavy as a Really Heavy Thing (1995)
- City (1997)
- Strapping Young Lad (2003)
- Alien (2005)
- The New Black (2006)